# Astragalus compressus
Astragalus compressus är en ärtväxtart som beskrevs av Carl Friedrich von Ledebour. Astragalus compressus ingår i släktet vedlar, och familjen ärtväxter. Inga underarter finns listade i Catalogue of Life.